# Toine Manders

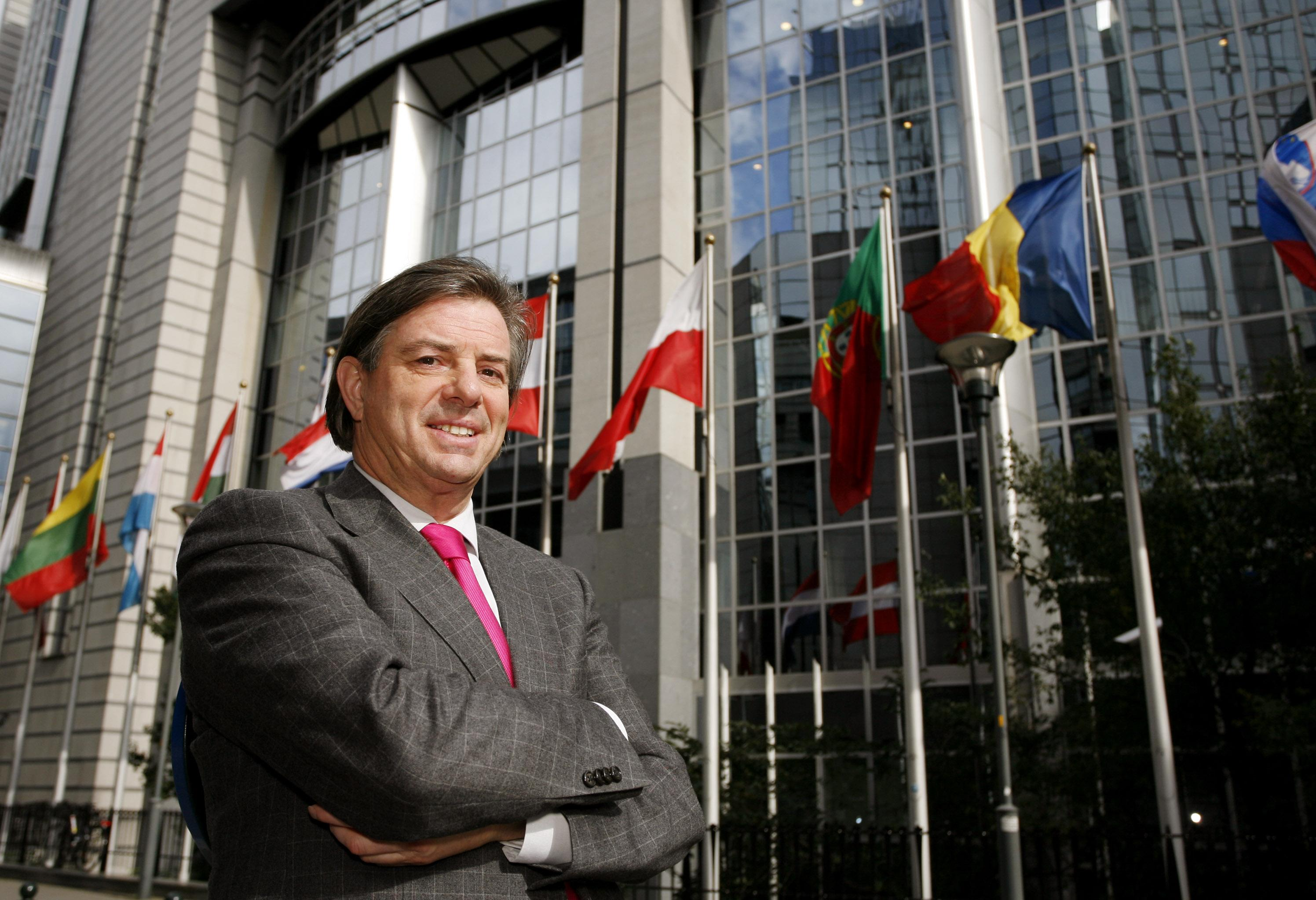
Toine Manders

Toine Manders (n. 14 martie 1956, Stiphout⁠(d), Țările de Jos) este un om politic neerlandez, membru al Parlamentului European în perioada 1999-2004 din partea Țărilor de Jos.
1. ↑  Antonius MANDERS, accesat în 20 iulie 2021
2. ↑   https://www.europarl.europa.eu Lipsește sau este vid: |title= (ajutor)
3. ↑  Deputații în Parlamentul European